# Zistersdorf
Zistersdorf ist eine Stadtgemeinde mit 5456 Einwohnern (Stand 1. Jänner 2024) im Bezirk Gänserndorf in Niederösterreich.

## Geografie
Zistersdorf liegt am Fuße des Steinberges im Weinviertel, inmitten von Weinbergen. Die Fläche der Stadtgemeinde umfasst 88,70 km², 8,13 % der Fläche sind bewaldet.

### Gemeindegliederung
Die Gemeinde gliedert sich in folgende Katastralgemeinden (in Klammern Flächen Stand: 31. Dezember 2023):
- Blumenthal (630,91 ha)
- Eichhorn (613,52 ha)
- Gaiselberg (613,22 ha)
- Gösting (568,64 ha)
- Großinzersdorf (1.316,5 ha)
- Loidesthal (1.325,88 ha)
- Maustrenk (1.298,05 ha)
- Windisch Baumgarten (622,75 ha)
- Zistersdorf (1.879,75 ha)

Das Gemeindegebiet umfasst folgende neun Ortschaften (in Klammern Einwohner Stand 1. Jänner 2024):
- Blumenthal (151)
- Eichhorn (293)
- Gaiselberg (234)
- Gösting (299)
- Großinzersdorf (483)
- Loidesthal (617)
- Maustrenk (326)
- Windisch Baumgarten (179)
- Zistersdorf (2874)

In Zistersdorf befindet sich der Sitz der 1997 gegründeten Euregio Weinviertel-Südmähren-Westslowakei.
Hauptort der Gemeinde wie auch Ortschaft und Katastralgemeinde ist die Stadt Zistersdorf.
Die Ortschaft umfasst um die 950 Gebäude mit gut 2500 Einwohnern, also knapp die Hälfte der Gemeindebevölkerung.
Das Stadtgebiet gliedert sich in das historische Zentrum, in dem die konzentrisch um den Hauptplatz angelegte alte Kernstadt deutlich wird, Schloss Zistersdorf, sowie die jungen Erweiterungssiedlungsgebiete Zistersdorf-West (entlang der Kaiserstraße, und südwestlich an Gaiselbergerstraße und Albrechtstraße), und Zistersdorf-Nord-Ost (Alte Marktstraße und Schalthausgasse), und südöstlich die Erweiterung an der Großinzersdorferstraße und Dürnkruterstraße.
Zur Katastralgemeinde mit etwa 1870 Hektar gehören die Gründe über das Albrechtstal bis zum Föhrenwald im Westen, die Stadtlüssln bis zur Hofäckerkapelle (an der Dürnkruterstraße) im Süden, das ganze Rustenfeld bis fast an den Groß-Inzersdorfer Bach im Osten, und die Fluren Dritthalbgwanden, Vierthalbgwanden und Zulüssfeld im Nordosten. Letztere drücken allesamt alte Besitzverhältnisse aus. Sie sind nur marginal besiedelt.

### Nachbargemeinden
| Wilfersdorf (Bez. Mistelbach) | Hauskirchen Neusiedl a.d.Z.                 | Palterndorf-Dobermannsdorf Ringelsdorf-Niederabsdorf |
| Mistelbach (Bez. Mistelbach)  | Kompassrose, die auf Nachbargemeinden zeigt | Drösing                                              |
| Sulz im Weinviertel           | Spannberg                                   | Dürnkrut Velm-Götzendorf                             |

### Nachbarorte der Ortschaft Zistersdorf
| Maustrenk * Windisch Baumgarten |                                             | Palterndorf * (Gem. Palterndorf-Dobermannsdorf) Gösting |
|                                 | Kompassrose, die auf Nachbargemeinden zeigt | Eichhorn                                                |
| Gaiselberg Blumenthal *         | Großinzersdorf Loidesthal *                 | Dürnkrut (Gem. Dürnkrut)                                |

∗ die Orte selbst liegen jeweils dahinter, Maustrenk hinter Windisch Baumgarten (Katastralgebiet Maustrenk grenzt südlich davon an); Palterndorf liegt hinter Gösting (Katastralgebiet grenzt im Nordosten an, der Gösting umfasst);Blumenthal liegt hinter Gaiselberg; Loidesthal liegt hinter Großinzersdorf

## Geschichte

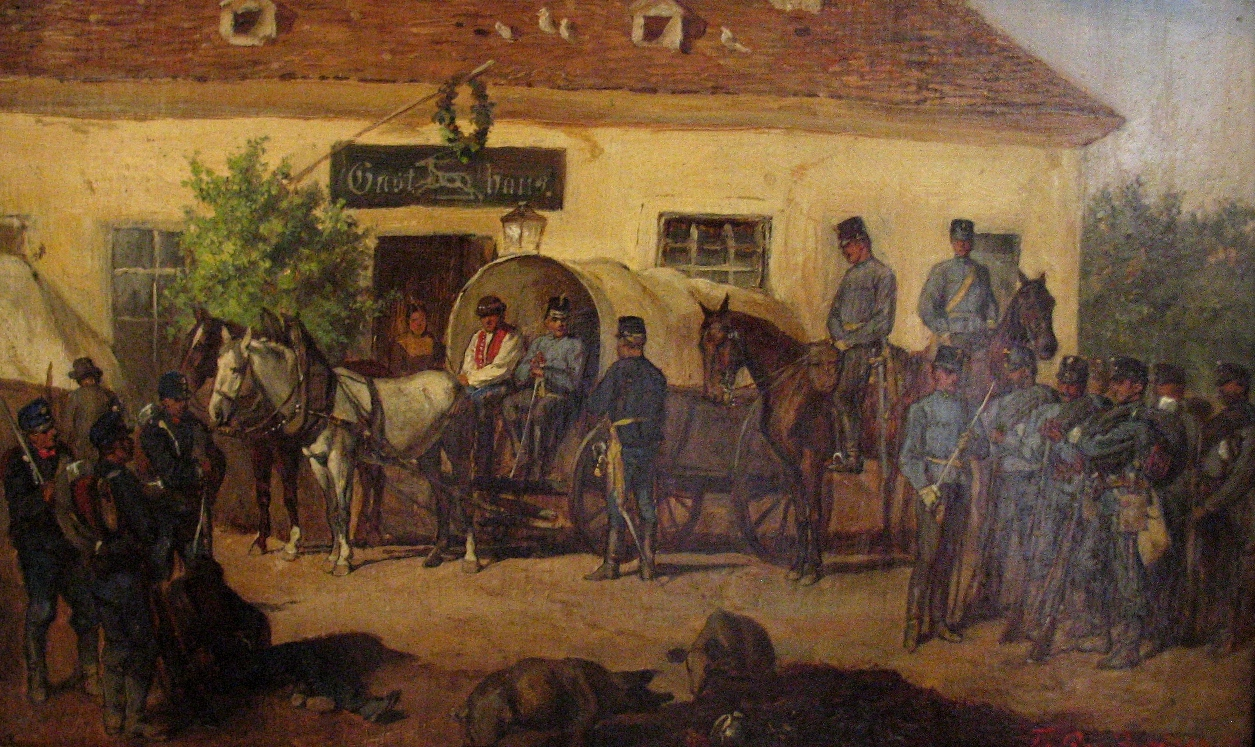
Manöver der k.u.k.-Armee 1876 in Maustrenk, Gemälde von Theodor Breitwieser im Heeresgeschichtliches Museum

Zistersdorf im August 1934, Aufnahme von Walter Mittelholzer

Zistersdorf wurde im Jahre 1160 erstmals urkundlich erwähnt und um 1250 von den Kuenringern als mit Mauern umgebene Stadt gegründet. Die Verleihung des Stadtrechtes erfolgte 1284.
Der Ort und seine Umgebung waren mehrmals Opfer feindlicher Einfälle, so wurden im 15. Jahrhundert große Teile des Weinviertels von den Hussiten heimgesucht und geplündert, darunter auch Zistersdorf. Gegen Ende des Dreißigjährigen Krieges zog der schwedische General Torstensson nach seinem Sieg bei Jankau 1645 eine Spur der Verwüstung bis nach Wien, wobei er mit seinem Heer auch in Zistersdorf einfiel. Am 17. Oktober 1706 fielen die Kuruzen unter Graf Simon Forgatsch (Forgács) mit 16.000 Mann in Zistersdorf ein, plünderten den Ort und töteten im Schloss rund 400 Menschen.
Nachdem der letzte Kuenringer 1594 verstorben war, wurden danach die Pottendorfer, später die Grafen von Althan die Stadtherren von Zistersdorf. Zu den Stadtherren gehörte auch Rudolf von Teuffenbach, der als Feldmarschall im Dreißigjährigen Krieg in der Armee Wallensteins diente. Er gründete ein Spital und ein Franziskanerkloster mit Kirche, die heutige Pfarrkirche. Um 1820 wurde das Schloss der k.k. Ritterakademie übergeben.
Bekannt wurde Zistersdorf durch seine reichen Erdölvorkommen. Erste Förderungen begannen im August 1930, deren Menge allerdings sehr gering und nicht für eine dauerhafte Gewinnung geeignet waren. Vier Jahre später wurde die Bohrung Gösting 2 fündig und erreichte eine Tagesproduktion von 30 Tonnen Erdöl. Nach dem Anschluss Österreichs an das Deutsche Reich stieg die Produktion in Zistersdorf und Umgebung kontinuierlich an und erreichte 1944 ein Fördermaximum von 1,3 Millionen Jahrestonnen. Am 19. Juni 1941 ging eine Pipeline in Betrieb, die das Erdöl von Zistersdorf direkt zur Weiterverarbeitung zur Raffinerie Lobau im Wiener Ölhafen beförderte, was zu dieser Zeit in Europa ein Novum war.
Das Erdöl aus Zistersdorf hatte im Zweiten Weltkrieg für die Kriegsführung der Wehrmacht enorme Bedeutung. Demzufolge kam es zu Engpässen beim Volumen der verfügbaren Treibstoffe, als am 16. und 26. Juni 1944 die Alliierten die dortigen Erdölförderungsanlagen bombardierten. Durch den Umstand, dass sich in Zistersdorf und seiner Umgebung die letzten noch funktionierenden Erdölfelder des Dritten Reiches befanden, gehörte der Ort zu den Primärzielen der Roten Armee, als diese am 6. April 1945 die March Richtung Westen überschritt. Das Gebiet wurde von Wehrmacht und Waffen-SS energisch verteidigt, jedoch noch im Verlauf des Aprils von den Russen überrannt.
Nach dem Zweiten Weltkrieg übernahm die Sowjetische Mineralölverwaltung alle Ölfelder. 1949 wurde in Matzen, etwa 15 Kilometer von Zistersdorf entfernt, das bis dato größte zusammenhängende Ölfeld Europas entdeckt. Zwischen 1945 und 1955 förderten die Anlagen in Zistersdorf und Umgebung 17,4 Millionen Tonnen Erdöl. Davon gingen elf Millionen Tonnen als Reparationszahlungen in die Sowjetunion. Damals arbeitete jeder Zweite in Zistersdorf vor Ort in der Mineralölindustrie. Nach der Unterzeichnung des Staatsvertrags 1955 gingen die Erdölfelder an die Republik. Zu dieser Zeit förderte Österreich etwa 2,5 Millionen Tonnen Öl pro Jahr und konnte sich damit selbst versorgen und sogar exportieren. Die Erdöl-Anlagen in Zistersdorf sind nach wie vor präsent. Auch wenn die wirtschaftliche Bedeutung heute deutlich geringer ist, wird Schätzungen zufolge aus den Ölfeldern in Zistersdorf noch mindestens bis zum Jahr 2042 Öl austreten. Unabhängig davon wurden die Weichen für die Zukunft gestellt, die die Stadt mit mehreren Windparks in der Windenergie sieht.
Seit 1994 bemühte sich die FCC Austria um die Errichtung einer Müllverbrennungsanlage, im Herbst 2006 wurde mit dem Bau begonnen und 2009 hat die Müllverbrennungsanlage zur thermischen Verwertung von Restmüll und Klärschlamm den Betrieb aufgenommen. 1995 wird ein erstes kleines Windrad, 1998 werden schon 70 m hohe und 2014/15 105 m hohe Masten für Windturbinen aufgestellt. Mehrere Windparks prägen seitdem das Landschaftsbild.

### Bevölkerungsentwicklung
| Zistersdorf: Einwohnerzahlen von 1869 bis 2024 | Zistersdorf: Einwohnerzahlen von 1869 bis 2024 | Zistersdorf: Einwohnerzahlen von 1869 bis 2024 | Zistersdorf: Einwohnerzahlen von 1869 bis 2024 | Zistersdorf: Einwohnerzahlen von 1869 bis 2024 |
| ---------------------------------------------- | ---------------------------------------------- | ---------------------------------------------- | ---------------------------------------------- | ---------------------------------------------- |
| Jahr                                           |                                                |                                                |                                                | Einwohner                                      |
| 1869                                           | 1869                                           |                                                | 5.917                                          | 5.917                                          |
| 1880                                           | 1880                                           |                                                | 6.410                                          | 6.410                                          |
| 1890                                           | 1890                                           |                                                | 6.721                                          | 6.721                                          |
| 1900                                           | 1900                                           |                                                | 6.787                                          | 6.787                                          |
| 1910                                           | 1910                                           |                                                | 7.183                                          | 7.183                                          |
| 1923                                           | 1923                                           |                                                | 6.650                                          | 6.650                                          |
| 1934                                           | 1934                                           |                                                | 6.667                                          | 6.667                                          |
| 1939                                           | 1939                                           |                                                | 7.041                                          | 7.041                                          |
| 1951                                           | 1951                                           |                                                | 7.448                                          | 7.448                                          |
| 1961                                           | 1961                                           |                                                | 6.776                                          | 6.776                                          |
| 1971                                           | 1971                                           |                                                | 6.421                                          | 6.421                                          |
| 1981                                           | 1981                                           |                                                | 5.792                                          | 5.792                                          |
| 1991                                           | 1991                                           |                                                | 5.524                                          | 5.524                                          |
| 2001                                           | 2001                                           |                                                | 5.632                                          | 5.632                                          |
| 2011                                           | 2011                                           |                                                | 5.437                                          | 5.437                                          |
| 2021                                           | 2021                                           |                                                | 5.415                                          | 5.415                                          |
| 2024                                           | 2024                                           |                                                | 5.456                                          | 5.456                                          |
| Quelle(n): Statistik Austria                   |                                                |                                                |                                                |                                                |

## Kultur und Sehenswürdigkeiten

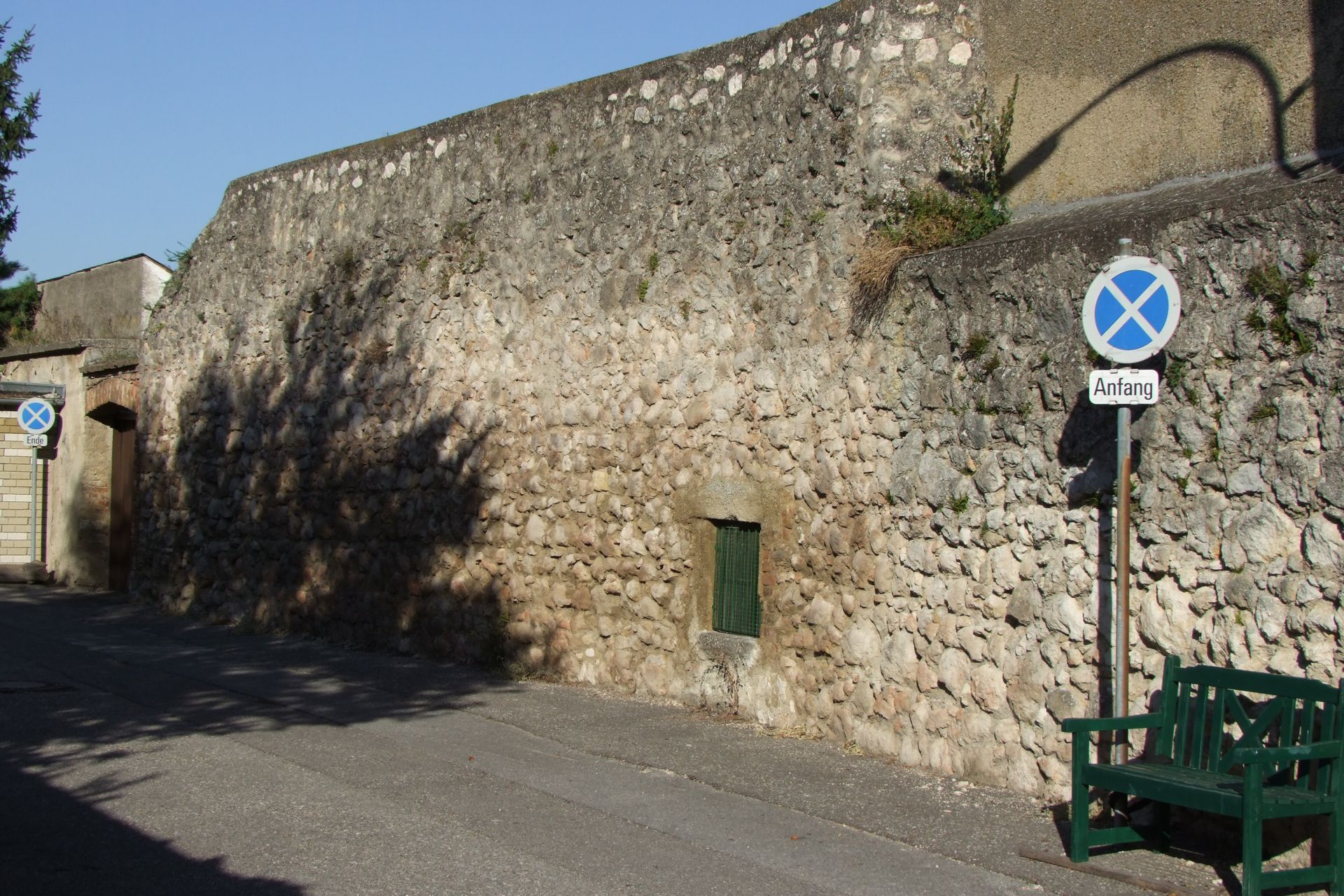
Stadtbefestigung Zistersdorf

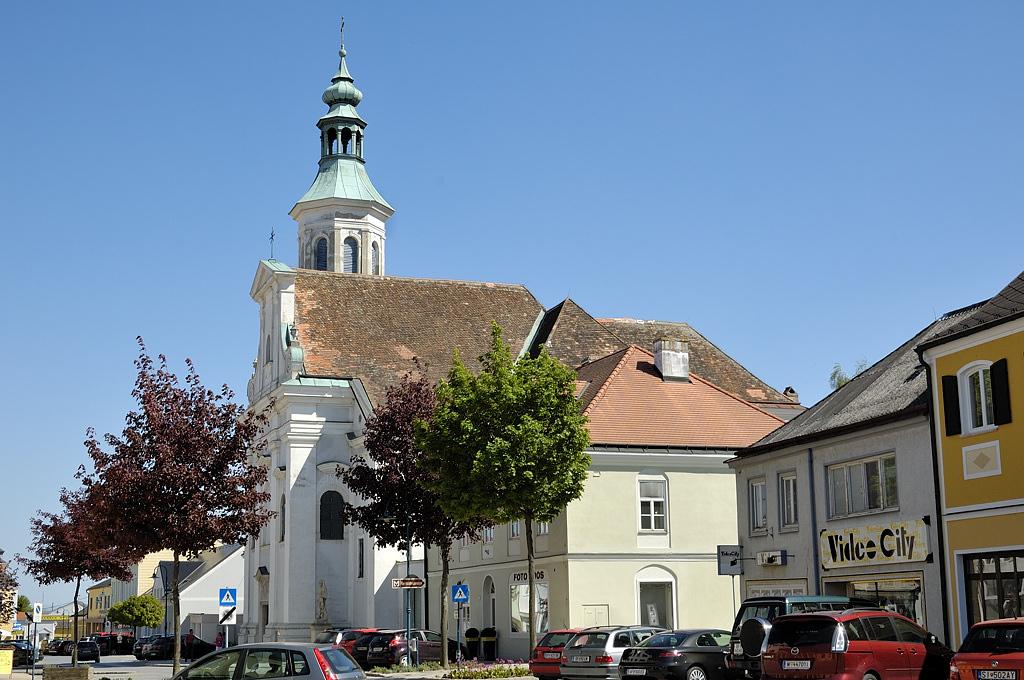
Stadtpfarrkirche Zistersdorf

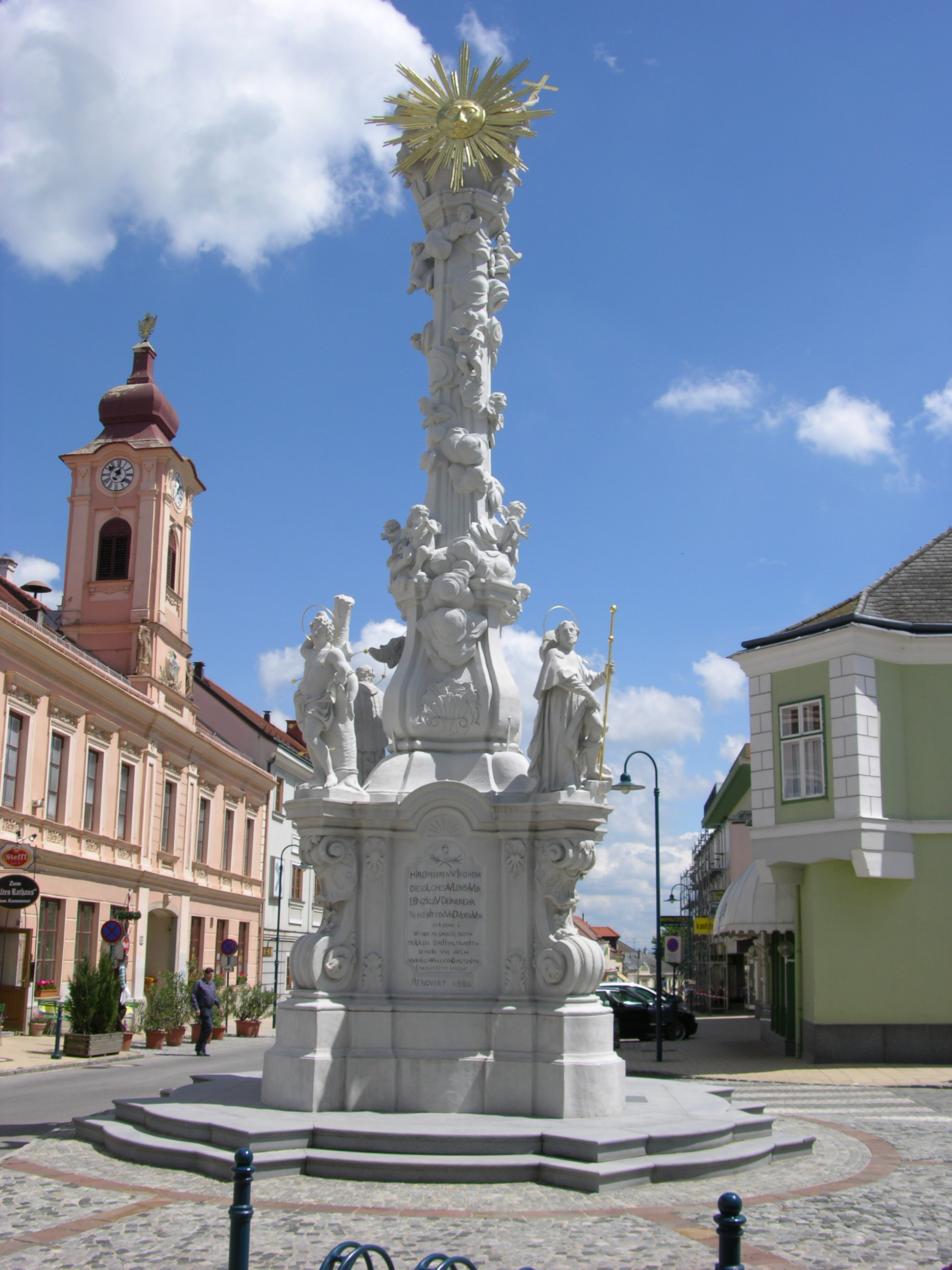
Pestsäule in Zistersdorf (1747)

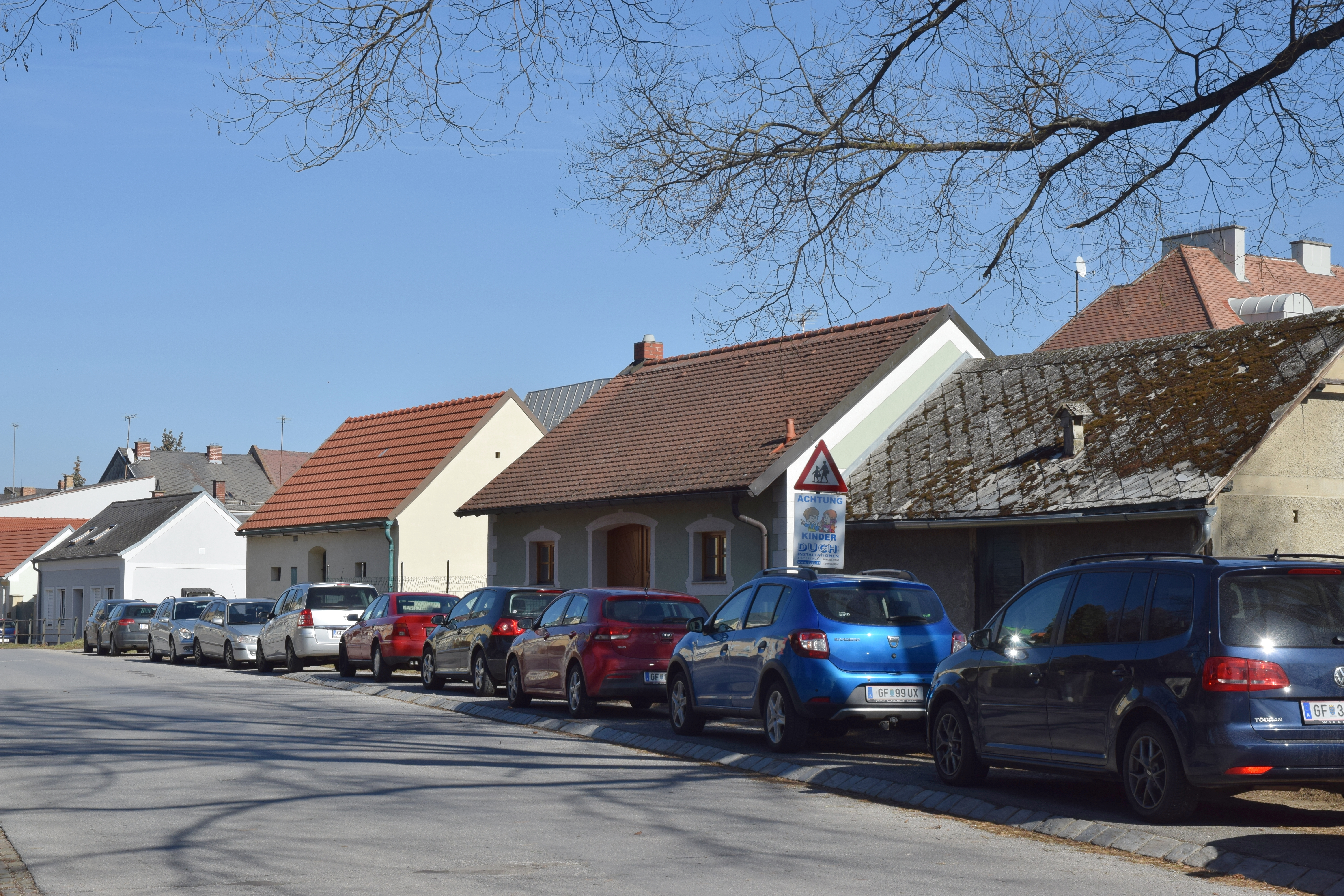
Kellergasse Schlossbergstraße

- Stadtbefestigung Zistersdorf mit teils erhaltenen Stadtmauern und Pulverturm
- Schloss Zistersdorf:[7] von 1278, mit Umbauten aus dem 17. und 18. Jahrhundert. Darin befindet sich seit 1960 die Landesberufschule für das Sanitär-, Heizung- und Lüftungshandwerk.
- Katholische Stadtpfarrkirche Zistersdorf Kreuzerhöhung
- Katholische Pfarrkirche Großinzersdorf hl. Rosalia
- Katholische Pfarrkirche Loidesthal hl. Wolfgang
- Katholische Pfarrkirche Maustrenk hl. Georg
- Katholische Wallfahrtskirche Maria Moos: Das älteste Quellenheiligtum Niederösterreichs (1160)[8], ursprünglich romanisch, später gotisiert, mit Barockelementen und einem Altarbild von Paul Troger
- Barocke Pestsäule: von 1747
- Stadtmuseum Zistersdorf

## Wirtschaft und Infrastruktur
Nichtlandwirtschaftliche Arbeitsstätten gab es im Jahr 2001 205, land- und forstwirtschaftliche Betriebe nach der Erhebung 1999 332. Die Zahl der Erwerbstätigen am Wohnort betrug nach der Volkszählung 2001 2368. Die Erwerbsquote lag 2001 bei 42,98 %.
- Windenergiewirtschaft: Heute ist die Gegend auch stark von Windkraft geprägt. Neben der kleinen Anlage der Straßenmeisterei von 1995[9] entstand 1998 bei Maustrenk ein Windpark mit vier 70-m-Türmen (Windpark Zistersdorf), der 2008 – als einer der ersten in Niederösterreich – ohne Probleme abgebaut werden konnte.[10] Bei Maustrenk ist seit 2005 auch ein Feld mit derzeit 7 2-MW-Anlagen (105 m Turmhöhe) der WEB Windenergie AG in Betrieb (Windpark Maustrenk).[11] Im Osten geht 2014/15 ein Windpark der RENERGIE (Raiffeisen) und ImWind mit 9 140-m-Türmen mit je 3 MW ans Netz (Zistersdorf Ost), der sich dann im Windpark Velm-Götzendorf fortsetzt.[12]
- Zistersdorf ist auch der Standort einer Biodieselraffinerie. Im Jahr 2009 hat eine von der .A.S.A. Abfall Service Zistersdorf GmbH errichtete Müllverbrennungsanlage zur thermischen Verwertung von Restmüll und Klärschlamm den Betrieb aufgenommen.

### Verkehr
- Bahn: Zistersdorf ist Endpunkt der seit 9. Juni 2001 nur noch im Güterverkehr genutzten Bahnstrecke aus Drösing.
- MIV: Rund 12 km von Zistersdorf befindet sich ein Anschluss an die A5-Nordautobahn.

### Bildung
In der Gemeinde gibt es eine Volksschule und eine Neue Mittelschule. Darüber hinaus befinden sich in Zistersdorf eine Polytechnische Schule, die Landesberufsschule des Bundeslandes Niederösterreich für die Lehrberufe „Installations- und Gebäudetechnik“ und „Gas- und Sanitärtechnik“ sowie die Expositur der HTL Mistelbach mit dem Schwerpunkt „Innovative Gebäudetechnik“.

## Politik

### Gemeinderat
Der Gemeinderat hat 29 Mitglieder.
- Nach den Gemeinderatswahlen in Niederösterreich 1990 hatte der Gemeinderat folgende Verteilung: 22 ÖVP, 6 SPÖ und 1 FPÖ.
- Nach den Gemeinderatswahlen in Niederösterreich 1995 hatte der Gemeinderat folgende Verteilung: 17 ÖVP, 7 ZIB–Zistersdorf in Bewegung und 5 SPÖ.[14]
- Nach den Gemeinderatswahlen in Niederösterreich 2000 hatte der Gemeinderat folgende Verteilung: 18 ÖVP, 5 SPÖ, 4 ZIB–Zistersdorf in Bewegung und 2 FPÖ.[15]
- Nach den Gemeinderatswahlen in Niederösterreich 2005 hatte der Gemeinderat folgende Verteilung: 20 ÖVP, 7 SPÖ und 2 GRÜNE.[16]
- Nach den Gemeinderatswahlen in Niederösterreich 2010 hatte der Gemeinderat folgende Verteilung: 18 ÖVP, 8 SPÖ, 2 FPÖ und 1 GRÜNE.[17]
- Nach den Gemeinderatswahlen in Niederösterreich 2015 hatte der Gemeinderat folgende Verteilung: 17 ÖVP, 8 SPÖ, 2 FPÖ und 2 GRÜNE.[18]
- Nach den Gemeinderatswahlen in Niederösterreich 2020 hat der Gemeinderat folgende Verteilung: 19 ÖVP, 6 SPÖ, 2 FPÖ und 2 GRÜNE.[19]
- Nach den Gemeinderatswahlen in Niederösterreich 2025 hat der Gemeinderat folgende Verteilung: 15 ÖVP, 7 ZDF, 4 SPÖ und 3 FPÖ.[20]

### Bürgermeister
- ?–? Leopold Lederer
- 1955 bis 1960 Johann Steineck
- 1960 bis 1985 Ferdinand Reiter (ÖVP)
- 1985 bis 1. März 1992 Rudolf Streihammer (ÖVP)
- 2. März 1992 bis 31. März 2004 Johann Hofstetter (ÖVP)
- 1. April 2004 bis 30. November 2018 Wolfgang Peischl (ÖVP)
- 1. Dezember 2018 bis 26. Mai 2023 Helmut Doschek (ÖVP)[21]
- seit 6. Juni 2023 Elmar Schöberl (ÖVP)[22]

### Wappen
Die offizielle Beschreibung des Wappens der Stadt Zistersdorf lautet:
„In einem blauen Schild auf grünem Grund eine silberne zinnenbewehrte zum Rund geschlossene Stadtmauer mit einem zinnenbekrönten Torturm, der ein offenes, mit einem goldenen Gatter versehenes Tor und darüber ein Rundbogenfenster zeigt und von zwei runden, gezinnten und mit Fenstern versehenen Wehrtürmen mit roten, mit goldenen Knäufen versehenen Spitzdächern begleitet wird, zwischen denen über dem Torturm ein in Blau und Rot geteilter Schild mit einem aus der Teilung wachsenden silbernen geschwänzten Löwen schwebt.“

### Gemeindepartnerschaften
- Hodonín, Tschechien
- Zwettl im Waldviertel in Niederösterreich
- Nienhagen (Landkreis Celle), Niedersachsen, Deutschland

## Persönlichkeiten

### Ehrenbürger der Gemeinde
- Karl Freiherr Haus von Hausen (1823–1889), Ehrenbürger ab 1853
- Karl Friedl (1898–1966), Geologe, Förderer der österreichischen Erdölindustrie (Ehrenbürger der damals selbstständigen Gemeinde Gösting)
- Leopold Figl (1902–1965), erster Bundeskanzler der 2. Republik, Außenminister und Landeshauptmann von Niederösterreich, Ehrenbürger ab 1954
- Leopold Lederer, Bürgermeister der Stadt Zistersdorf
- Ferdinand Reiter (1926–2013), Politiker, Ehrenbürger ab 1985
- Benedikt Amon (1934–2023), Zisterzienserpater des Stiftes Zwettl, von 1962–1968 Kaplan und von 1968–2009 Stadtpfarrer von Zistersdorf, Ehrenbürger seit 2009

### Söhne und Töchter der Stadtgemeinde
- Gustav Braun (1829–1911), Gynäkologe
- Carl Braun von Fernwald (1822–1891), Geburtshelfer
- Franz Ignaz von Holbein (1779–1855), Bühnendichter und Theaterdirektor
- Johann Petzmayer (1803–1884), Zitherspieler
- Otto Steineck (1920–1990), Pflanzenbauwissenschafter
- Karl Vretska (1900–1983), Altphilologe
- Alfred Römer (1909–1975), Uhrmacher, Juwelier und Politiker
- Wolfgang Wiedermann OCist (* 1940),  68. Abt vom Zisterzienserstift Zwettl von 1996–2016, Abtpräses der Österreichischen Zisterzienserkongregation von 2007–2016

### Söhne und Töchter der Ortschaften der Gemeinde
- Rainer I. Kollmann OCist (1699–1776), 54. Abt vom Zisterzienserstift Zwettl von 1747-1776, geboren in Groß-Inzersdorf
- Johann Georg Frimberger (1851–1919), österreichischer Dialektdichter und Schriftsteller, geboren in Groß-Inzersdorf
- Adolf Frohner (1934–2007), österreichischer Maler, Grafiker und Bildhauer, geboren in Groß-Inzersdorf
- Josef Wille (1855–1935), Politiker (CSP), geboren in Loidesthal

### Personen mit Bezug zur Gemeinde
- Ferdinand Gießauf OCist (1913–1985), 65. Abt vom Zisterzienserstift Zwettl von 1961-1980, verbrachte seinen Lebensabend von 1982–1985 in Zistersdorf
- Franz Haas (1948–2004), österreichischer Maler, lebte in Gösting und arbeitete in Zistersdorf
- Ferdinand Reiter (1926–2013), österreichischer Politiker, Hauptschullehrer, Gemeinderat und Bürgermeister der Stadt Zistersdorf
- Johannes Maria Szypulski OCist (* 1956), seit 2017 69. Abt vom Zisterzienserstift Zwettl, von 1992 - 2017 Pfarrer von Groß-Inzersdorf, einige Jahre davon auch in Loidesthal